# 面白南極料理人
『面白南極料理人』（おもしろなんきょくりょうりにん）は2019年に放送された日本のテレビドラマ。原作は西村淳の著書『面白南極料理人』。テレビ大阪が制作し、同局ローカル及びBSテレ東・BSテレ東 4K「真夜中ドラマ」枠にて放送された（4K制作）。主人公・西村役には浜野謙太を起用、主題歌も浜野がフロントマンを務めるバンド、在日ファンクが担当。1回の放送につき3話のストーリー（12回×3話、全36話）が展開された。
4月27日、第56回ギャラクシー賞テレビ部門の奨励賞受賞。
キャッチコピーは「マイナス54度で、いただきます!」。

## キャスト

### レギュラー
- 西村淳隊員（大将・調理担当）〈37〉 - 浜野謙太
- 松山隊員（ドック・医者）〈45〉 - マキタスポーツ
- 金村隊長（金ちゃん・気象学者）〈45〉 - 田中要次
- 本木隊員（本さん・雪氷観測）〈49〉 - 緋田康人
- 下平隊員（盆・通信担当）〈39〉 - 山中崇
- 鈴木隊員（主任・車両担当）〈32〉 - 岩崎う大（かもめんたる）
- 川田隊員（兄ちゃん・雪氷観測サポート）〈23〉 - 福山翔大

### ゲスト
第1話
- 米山隊員（第37次越冬隊） - 野間口徹
- 池谷ユキオ隊員（第37次越冬隊） - 山中聡

第2話
- 渉くん - 間中斗環（最終話）
- 渉くんのお父さん - 安部賢一

第5話
- 鈴木隊員の母 ‐ 山下容莉枝

第8話
- 西村隊員 - 華村あすか
- 金村隊長 - 梅本静香
- 本木隊員 - 寒川綾奈
- 下平隊員 - 佐藤玲
- 鈴木隊員 - 内田珠鈴
- 川田隊員 - 木内舞留

第11話
- コウテイ - 内田理央

最終話
- 西村の妻・みゆき - 中村ゆり
- 西村の娘・友花 - 若柳琴子
- 渉くん - 間中斗環
- 本木の妻 - 広山詞葉
- 本木の娘 - 新関碧
- 本木の孫 - 折笠康太
- 下平の妻 - 東松史子
- 下平の息子 - 川原瑛都

## スタッフ
- 原作 - 西村淳『面白南極料理人』（新潮文庫刊）
- 監督 - 有働佳史
- 脚本 - 西条みつとし
- 音楽 - 吉田ゐさお
- オープニングテーマ曲 - 在日ファンク「足元」（カクバリズム）
- エンディングテーマ曲 - 片想い「2019年のサヨナラ（リリーへ）」（カクバリズム）
- キャスティング - 高柳亮博
- コンテンツ - 金森啓
- プロデューサー - 岡本宏毅（テレビ大阪）、梶原富治、大谷亮介、田村豊（ROBOT）、森川健一（ヒッチハイク）
- チーフプロデューサー - 徳岡敦朗（テレビ大阪）
- 制作 - テレビ大阪、ROBOT
- 製作著作 - ドラマ「面白南極料理人」製作委員会

## 放送・配信
| 放送対象地域 | 放送局                 | 放送時間                | 放送期間                     | 系列             | ネット状況 | 備考   |
| ------------ | ---------------------- | ----------------------- | ---------------------------- | ---------------- | ---------- | ------ |
| 日本全国     | BSテレ東               | 2019年1月13日 - 3月31日 | 日曜 0:00 - 0:30（土曜深夜） | BSデジタル放送   | 先行ネット |        |
| 日本全国     | BSテレ東 4K            | 2019年1月13日 - 3月31日 | 日曜 0:00 - 0:30（土曜深夜） | BSデジタル4K放送 | 先行ネット | 4K放送 |
| 大阪府       | テレビ大阪             | 2019年1月13日 - 3月31日 | 日曜 0:56 - 1:26（土曜深夜） | テレビ東京系列   | 制作局     |        |
| 鹿児島県     | 鹿児島テレビ           | 2019年4月9日 - 6月25日  | 水曜 1:40 - 2:10（火曜深夜） | フジテレビ系列   | 遅れネット |        |
| 福島県       | 福島中央テレビ         | 2019年4月26日 - 7月12日 | 金曜 10:25 - 10:55           | 日本テレビ系列   | 遅れネット |        |
| 日本全国     | Amazonプライム・ビデオ | 2019年7月2日 -          | -                            | -                | -          |        |
| 日本全国     | Hulu                   | 2019年8月12日 -         | -                            | -                | -          |        |

上記以外にも、NTTぷららで毎週日曜0時（BSテレ東・BSテレ東 4Kの放送時間と同時刻）より独占先行配信が実施される。また、NTTぷらら限定で、本編のアフタートーク番組「南極アフターおじさん」が全10話で配信。

## 放送日程
| 各話   | 放送日  | サブタイトル                                                       | ラテ欄                                      | 脚本         | 監督         |          |
| ------ | ------- | ------------------------------------------------------------------ | ------------------------------------------- | ------------ | ------------ | -------- |
| 第1話  | 1月13日 | 基地に着いたよ水は命だ!パエリアを作ろう!                           | 隊員7人基地に到着! バニーガールお出迎え     | 西条みつとし | 有働佳史     |          |
| 第2話  | 1月20日 | バレンタインデーだよ卵料理を作るぞ水曜日のカレー                   | おじさん同士の恋愛!? 歌ネタ阿佐ヶ谷VS鬼奴   | 西条みつとし | 有働佳史     |          |
| 第3話  | 1月27日 | 今日はホワイトデーだ料理人の誕生会すき焼き戦争!                    | 決戦のホワイトデー すき焼き東西対決!        | 西条みつとし | 有働佳史     |          |
| 第4話  | 2月03日 | 基地に美女が!?主任がヤバイ史上最高のラーメン                       | 絶世美女ローラ現る! 男7人制御不能に…        | 西条みつとし | 西条みつとし |          |
| 第5話  | 2月10日 | 恐怖のこどもの日30万円の誕生日ケーキ部屋から出て来て!              | 子供の日は地獄絵図 総額300万円(秘)ケーキ    | 西条みつとし | 西条みつとし |          |
| 第6話  | 2月17日 | あわや大惨事に!!禁断の扉を…東西粉物論争                            | 仁義なき東西粉物戦争 お好み焼きVSもんじゃ   | 有働佳史     | 有働佳史     | 有働佳史 |
| 第7話  | 2月24日 | 南極残酷ものがたり南極しりとり日本へ届け! この想い                 | 残酷! 涙のもやし物語 爆笑! 南極(秘)しりとり | 有働佳史     | 有働佳史     | 有働佳史 |
| 第8話  | 3月03日 | 食糧危機でサバイバル!?美女軍団が南極に!!凶悪犯再び                 | 待望の女性隊員登場! 裸踊りにおじさん興奮    | 有働佳史     | 有働佳史     | 有働佳史 |
| 第9話  | 3月10日 | ついに出た〜泣南極でも決して負けられない闘いが!!ああシュウーマイ!! | 嵐の夜“雪女”現る!? 発覚! おじさん(秘)性癖   | 西条みつとし | 木ノ本浩平   |          |
| 第10話 | 3月17日 | 南極ドリーム秘密史上最大のピンチ!!                                 | 燃料切れ! 凍死の危機 オッパイとは何ぞや?    | 西条みつとし | 木ノ本浩平   |          |
| 第11話 | 3月24日 | ローラちゃん殺人事件恩返し川田くんの秘密                           | ローラちゃん殺人事件 第8の隊員・内田理央    | 西条みつとし | 有働佳史     |          |
| 最終話 | 3月31日 | もう少しで帰国だサンタさんへさらば愛しの南極                       | さらば愛しの南極基地 激変! 帰国後の(秘)人生 | 西条みつとし | 有働佳史     |          |